# Marge Kõrkjas
Marge Kõrkjas (8 de mayo de 1974) es una deportista estonia que compitió en natación adaptada. Ganó siete medallas en los Juegos Paralímpicos de Verano entre los años 1992 y 2004.

## Palmarés internacional
| Juegos Paralímpicos | Juegos Paralímpicos      | Juegos Paralímpicos | Juegos Paralímpicos |
| Año                 | Lugar                    | Medalla             | Prueba              |
| ------------------- | ------------------------ | ------------------- | ------------------- |
| 1992                | Barcelona (España)       | Medalla de plata    | 50 m libre B2       |
| 1992                | Barcelona (España)       | Medalla de bronce   | 100 m libre B2      |
| 1996                | Atlanta (Estados Unidos) | Medalla de oro      | 50 m libre B2       |
| 1996                | Atlanta (Estados Unidos) | Medalla de oro      | 100 m libre B2      |
| 1996                | Atlanta (Estados Unidos) | Medalla de plata    | 100 m espalda B2    |
| 2000                | Sídney (Australia)       | Medalla de plata    | 50 m libre S12      |
| 2004                | Atenas (Grecia)          | Medalla de plata    | 50 m libre S12      |